# NGC 1617
NGC 1617 је спирална галаксија у сазвежђу Златна риба која се налази на NGC листи објеката дубоког неба.
Деклинација објекта је - 54° 36' 7" а ректасцензија 4h 31m 39,5s. Привидна величина (магнитуда) објекта NGC 1617 износи 10,5 а фотографска магнитуда 11,4. Налази се на удаљености од 13,4000 милиона парсека од Сунца. NGC 1617 је још познат и под ознакама ESO 157-41, AM 0430-544, IRAS 04305-5442, PGC 15405.